# Krüger (Lebensmittel)
Die Krüger GmbH & Co. KG mit Sitz in Bergisch Gladbach ist ein deutscher Lebensmittelhersteller. Das Unternehmen produziert und vertreibt Lebensmittel mit Schwerpunkten in den folgenden Bereichen: Getränke, Schokolade- und Zuckerwaren, Säuglingsnahrung, Gesundheitsprodukte, OTC- und Pharmaprodukte und Halbfabrikate für die weiterverarbeitende Industrie.
Die Unternehmensgruppe befindet sich je hälftig im Besitz der Gründerfamilie Krüger sowie der Pfeifer & Langen-Gruppe.

## Geschichte
Willibert Krüger, Unternehmer und geschäftsführender Gesellschafter (bis Ende 2012), erschloss 1971 mit der Instantisierung von Zitronentee eine Marktnische. Mit der in den 1970er Jahren neuen Technologie wurde Krüger zu einem der europaweit größten Anbieter von Instantprodukten. Krüger erweiterte das Portfolio um weitere Nahrungs- und Genussmittelprodukte.
Durch die Belieferung von Discountern, namentlich Aldi, auf der ganzen Welt konnte Krüger bisher kontinuierlich Wachstum generieren.
Die Milchwerke Mittelelbe (ehemals VEB Dauermilchwerke Stendal) wurden 1991 übernommen.
Von der WAWI-Gruppe erwarb Krüger seit 2009 sukzessive die Fuchs & Hoffmann GmbH in Bexbach, einen Hersteller von Kakaohalbfabrikaten. Im September 2017 kaufte die Krüger-Tochterfirma Healthy Nutrition Company (HNC) das insolvente Start-Up Shrewd Foods GmbH und begann 2018 den Verkauf von Instant-Smoothies. Die Healthy Nutrition Company übernahm zudem Anfang 2019 den Müsliriegelhersteller Hafervoll. Ende 2019 erwarb Krüger mit der Zentis-Tochter Peeters Produkten B.V. einen Nuss-Nougat-Creme-Hersteller, 2021 wurde die Firma Sodapop Austria, an der Krüger bereits ein Mehrheitseigner war, komplett übernommen. Im September 2023 wurden die Marken Kaba, Suchard Express und Benco von dem französischen Süßwarenproduzenten Carambar erworben. Die Marken Kaba und Suchard Express hatte Carambar 2016 von Mondelez übernommen. Im Juli 2024 übernahm Krüger den Schweizer Süßstoffhersteller Hermes Süssstoff (Marken Hermesetas und Assugrin).

### Kaffeekapselsystem
Krüger vertreibt ein eigenes Kaffeekapsel-System namens K-fee. Im September 2012 wurde bekannt, dass Krüger eine strategische Zusammenarbeit mit der Starbucks-Corporation eingegangen ist. Demnach beliefert Krüger Starbucks mit einem Kaffeekapselsystem namens Verismo System und passenden Kapseln. Dafür sollten etwa 50 Millionen Euro investiert und 300 Arbeitsplätze geschaffen werden. Im Oktober 2013 brachte Aldi unter dem Vertriebsnamen „Expressi“ eine Kaffee-Kapselmaschine von Krüger heraus. Die Kapseln von Starbucks können auch in der Expressi-Maschine verwendet werden. Unter dem Markennamen „Espresto“ vertreibt Krüger zudem ein eigenes Sortiment an passenden Kapseln für Kapselmaschinen des K-fee Systems. In Zusammenarbeit mit Coca-Cola produziert Krüger seit 2021 Kaffeekapseln für die Marke Costa Coffee, nachdem die Kooperation mit Starbucks zuvor beendet wurde.

## Kartell
Im Oktober 2011 wurde das Unternehmen vom Bundeskartellamt zusammen mit Kraft Foods Deutschland mit einer Geldbuße in Höhe von neun Millionen Euro belegt. Laut Bundeskartellamt soll es zwischen den beiden Unternehmen zum Jahreswechsel 2007/2008 bei Family-Cappuccino zu abgestimmtem Verhalten hinsichtlich einer Preiserhöhung gekommen sein. Die Krüger GmbH & Co. KG und ein leitender Angestellter hatten Einspruch eingelegt. Die Einsprüche wurden im September 2014 kurz vor der Verhandlung zurückgezogen. Damit wurde das Unternehmen zu einer Kartellstrafe von rund 9 Millionen Euro verurteilt. Das Bußgeldverfahren wurde auf Antrag der Melitta Kaffee GmbH aus Bremen eingeleitet, die als Kronzeuge fungierte und daher keine Geldbuße zahlen musste.

## Marken

Ehemaliges Logo

Das Markenportfolio umfasst neben der Dachmarke Krüger die Marken
- Trumpf
- GranArom (Discounter)
- Mauxion
- Novesia
- Hoco
- Fritt
- Kaba
- Suchard Express
- Cebe
- Elb-Milch
- Winsenia
- Lactoland
- Impress
- Babysan
- Espresto
- K-fee
- Combo (Discounter)
- Regent über die Tochtergesellschaft Ludwig Schokolade GmbH & Co. KG.
- Schogetten
- Sodapop (Sprudler-Fabrikant)[17]
- Edle Tropfen
- Choceur (Discounter)[18]
- Mister Choc[18]
- MaxiNutrition
- Maximuscle
- Hafervoll

## Produktionsstandorte
Der Konzern verfügt über elf Standorte:
- Krüger – Bergisch Gladbach
- Ludwig Schokolade – Saarlouis und Saarwellingen
- Milchwerke Mittelelbe – Stendal
- Wilhelm Reuss – Berlin und Winsen
- Lactoland – Dülmen
- Dr. Scheffler – Bergisch Gladbach
- NP Pharma – Ostrów Mazowiecka (Polen)
- Fuchs & Hoffmann – Bexbach
- Krüger – Polen

Die Produkte werden in rund 90 Länder exportiert.